# Arend Heyting
Arend Heyting (Amsterdam, 9 mei 1898 - Lugano,  Zwitserland, 9 juli 1980) was een Nederlandse wiskundige en logicus. Hij was een student van L.E.J. Brouwer, en hij heeft bijdragen geleverd aan de wijsbegeerte der wiskunde en de intuïtionistische logica.

## Levensloop
Heyting werd in 1898 geboren als zoon van Johannes Heyting en Clarissa Kok. Beide ouders waren onderwijzers en Heytings vader was ook hoofd van een middelbare school. Heyting studeerde vanaf 1916 wiskunde aan de Universiteit van Amsterdam en deed in 1922 doctoraalexamen. In 1925 promoveerde hij onder leiding van L.E.J. Brouwer met het proefschrift Intuïtionistische axiomatiek der projectieve meetkunde.
Heyting werkte daarna enkele jaren als wiskundeleraar op een middelbare school en besteedde al zijn vrije tijd aan onderzoek. In 1928 won hij een prijs van het Wiskundig Genootschap, uitgeloofd voor de eerste formalisering van de intuïtionistische logica. In 1937 keerde hij terug naar de Universiteit van Amsterdam als privaatdocent. Een jaar later werd hij lector, en van 1948 tot 1968 was hij hoogleraar Algebra, meetkunde en wijsbegeerte der wiskunde als opvolger van zijn leermeester Gerrit Mannoury. Onder Heyting gepromoveerd zijn o.a. Dirk van Dalen, J.J.A. Mooij, en Anne Sjerp Troelstra.
Heyting publiceerde en presenteerde nationaal en internationaal over de grondslagen van de wiskunde, logica, en Brouwers intuïtionisme. Zijn in 1956 verschenen monografie Intuitionism. An introduction is een klassieker geworden.
In 1942 werd hij benoemd tot lid van de Koninklijke Nederlandse Akademie van Wetenschappen. 
Heyting was lid van het Humanistisch Verbond.

## Het werk van Arend Heyting
Arend Heyting schreef en dirigeerde een zevental boeken:
- Collected works van L.E.J Brouwer, A. Heyting & Hans Freudenthal (red.), Noord-Hollandsche Uitgevers Maatschappij, Amsterdam, 1975-1976
- Projectieve meetkunde, Noordhoff Groningen 1964
- Intuitionism : an introduction, Noord-Hollandsche Uitgevers Maatschappij, Amsterdam, 1956
- Constructivity in mathematics : proceedings of the colloquium held at Amsterdam,  A. Heyting (red), Noord-Hollandsche Uitgevers Maatschappij, Amsterdam, 1957
- Spanningen in de wiskunde: inaugurale rede, Noordhoff Groningen 1949
- Matrices en determinanten, Servire 1946 (Servire's encyclopaedie)
- De ontwikkeling van de intuitionistische wiskunde, Noordhoff Groningen 1936

Arend Heyting schreef ook een aantal opmerkelijke artikelen:
- After Thirty Years, in: Logic, Methodology and the Philosophy of Science, Amsterdam 1962
- Evert Willem Beth: in memoriam, Notre Dame Journal of Formal Logic, Volume VII, Number 4, Oktober 1966